# Semaeopus fuscidiscaria
Semaeopus fuscidiscaria är en fjärilsart som beskrevs av W. Warren 1900. Semaeopus fuscidiscaria ingår i släktet Semaeopus och familjen mätare. Inga underarter finns listade i Catalogue of Life.